# Радичков, Йордан
Йордан Димитров Радичков (24 октября 1929, с. Калиманица (ныне Монтанской области, Болгария) — 21 января 2004, София) — болгарский писатель, драматург, сценарист, журналист, редактор. Лауреат государственной премии по культуре им. Паисия Хилендарского (2003).

## Биография
С 1951 работал корреспондентом, затем редактором газеты «Народна младеж» (1952—1954), в 1954—1960 — редактором газеты «Вечерни новини»,
сотрудничал с болгарским кинематографом в 1960—1962 гг.
Редактор и членом редколлегии журнала «Литературен фронт» (1962—1969). С 1973 по 1986 — член Совета по развитию общественных духовных ценностей при Государственном Совете НРБ.
С 1986 по 1989 — заместитель председателя Союза болгарских писателей.

## Творчество
Дебютировал в 1959 году.
Автор романов, сборников рассказов и повестей, пьес, киносценариев.
Сборники рассказов и повестей «Опрокинутое небо» (1962), «Пороховой букварь» (1969), «Все и никто» (1975) — о жизни современного болгарского села; в рассказах сборника «Нежная спираль» (1983) — морально-этические проблемы современности.
Произведения Радичкова переведены на 37 языков и изданы в 50 странах. Пьесы автора ставились на театральных сценах Австрии, Болгарии, Венгрии, Германии, Греции, Дании, Польши, России, Румынии, Финляндии, Чехии, США, Швейцарии, Югославии и др.

## Избранные произведения
- Сборники рассказов, новелл и повестей
  - «Водолей»(1967),
  - «Козята брада»(1967),
  - «Барутен буквар» (1969),
  - «Плява и зърно»(1972),
  - «Как така»(1974)
  - «Вятърът на спокойствието»
  - «Ние, врабчетата» и др.
- романы
  - «Неосветените дворове» (роман-летопись, 1966),
  - «Всички и никой»(1975),
  - «Прашка»(1977),
  - «Януари»(1974),
  - «Лазарица»(1979),
  - «Опит за летене»(1979),
- киносценарии
  - «Горещо пладне» (1966)
  - «Привързаният балон» (1967).
- пьеса «Суматоха» (1967).

## Награды и премии
Удостоен многих наград и премий, как в Болгарии, так и за рубежом. Лауреат престижной итальянской премии Гринцане Кавур (1984). Дважды номинировался на Нобелевскую премию по литературе.
В 1996 году за книгу «Истории маленькой лягушки» внесен в почётный список Премии имени Х. К. Андерсена.
В Болгарии был удостоен главной премии по литературе «Добри Чинтулов» (1980), премии «Аскеер» (1996) за выдающийся вклад в развитие театрального искусства, Национальной литературной премии им. Петко Славейкова (1998), главной преми по литературе Софийского университета «Святой Климент Охридский» (2001).
В 2000 году за общий вклад в болгарскую культуру писатель был награждён орденом «Стара планина» I степени, в 1988 — шведским королевским орденом «Полярная звезда».
Почётный гражданин Софии (2000).
Имя Й. Радичкова присвоено горной вершине на острове Ливингстон (Южные Шетландские острова)  (координаты: 62°40′53″S 60°01′16.5″W ).

## Экранизации
- 1965 — Жаркий полдень
- 1967 — Привързаният балон
- 1974 — Последно лято